# Guides d'art et d'histoire
Les Guides d’art et d’histoire de la Suisse sont des publications de vulgarisation scientifique consacrées au patrimoine artistique suisse et édités par la Société d'histoire de l'art en Suisse. 

## Histoire
En 1935, la Société d’histoire de l’art en Suisse a pris la décision de créer des collections de Guides artistiques, historiques et scientifiques courts consacrés aux monuments culturels les plus importants de Suisse. Dans ses actes fondateurs, la SHAS soulignait déjà le fait que ces publications devaient participer à populariser le goût pour le patrimoine artistique et historique. C’est ainsi que parurent dix publications désignées comme des « Petits Guides » entre les années 1936 et 1951. Ils ne comportaient chacun que huit pages, mais étaient déjà traduits en d’autres langues. Ces publications isolées, encore irrégulières, n’étaient pas numérotées et ne comportaient pas de mention de leur année de publication. Comme ces dix premiers guides ont été publiés dans la série des « Petit Guides », ils ne sont pas comptabilisés en tant que Guides d’art et d’histoire de la Suisse.
Ces dix premiers guides virent le jour à l’initiative de l’historien d’art Paul Ganz. qui en assura la direction éditoriale. Ils sont consacrés respectivement à la collégiale de Berne (1937), aux cathédrales de Bâle (1938), Genève (1937), Lausanne (1938) et Fribourg (1940), aux abbayes de Romainmôtier (1937), Saint-Urbain et Spiez, l'Hôtel de ville de Bâle (1940) et le prieuré de Rueggisberg. Ces petits guides ont été réimprimés jusqu’en 1952. 
Dès 1953, la Société d'histoire de l'art en Suisse a donné une suite à ces publications avec la collection nommée « Guides d’art et d’histoire de la Suisse ». Dans ce nouveau nom transparaissait la volonté de la Société d’accroître la popularité de monuments relevant du patrimoine artistique national. Les brochures furent alors pourvues de nombreuses illustrations. La raison invoquée pour le démarrage de cette nouvelle collection était que « de nombreuses possibilités de visites à bon marché s’offraient et que même des monuments situés dans des zones reculées étaient accessibles en voiture ou en train : Les Guides d’art et d’histoire de la Suisse invitent ainsi [les] membres [de la Société] et tous les amateurs d'art à des excursions intéressantes ».
Selon la nomenclature de la SHAS « Le prieuré clunisien de Rüggisberg » est considéré comme le premier guide (numéro zéro) de la collection des Guides d’art et d’histoire de la Suisse. Il est écrit par l'historien de l'art Hans Robert Hahnloser qui devint plus tard président de la Société d'histoire de l'art en Suisse.
En 1953 a également été établi le principe que les Guides d’art et d’histoire de la Suisse devaient paraître sous forme de série. Il avait en outre été décidé que les guides seraient vendus aux non-membres individuellement sur les lieux visités.
La Société d'histoire de l'art en Suisse poursuit aujourd’hui la vente par livraison destinée à ses membres ainsi que la vente directe sur place. De 1954 à 1964 parut ainsi une deuxième collection de Guides d’art et d’histoire de la Suisse dont les livraisons numérotées de I à VI comportaient chacune dix guides. Ernst Murbach était alors rédacteur en chef.
En 1970, la première centaine de guides était atteinte : « La Rose de la cathédrale de Lausanne », écrit par Ernst Murbach, portait le numéro 100. Cette année-là parut également le premier Guide d’art et d’histoire de la Suisse en italien : « San Pietro, Castel San Pietro » rédigé par Gaëtan Cassina. « Avec une légitime fierté, la rédaction précisait que près de 1,2 million d'exemplaires avaient déjà été imprimés », ainsi qu’indiqué dans le « Bulletin des membres de la Société pour l'histoire de l'art en Suisse ».
En 1981, la rédaction quitta le bureau de Bâle et déménagea à Berne.
En 1986, parut la 40e livraison des Guides d’art et d’histoire de la Suisse, donc le 400e numéro. Cinq ans plus tard, en 1991, paraissait le 500e guide dans la 50e livraison. Il était consacré à l’Université de Lausanne à Dorigny, composé de 40 pages et imprimé en 3 000 exemplaires.
En 2016, 15 à 20 Guides d’art et d’histoire de la Suisse sont publiés par an en deux livraisons. Ils peuvent être achetés sur abonnement ou individuellement sur les lieux visités, par Internet et en librairie. Chaque livraison présente un large éventail thématique englobant des édifices religieux, des châteaux et des musées, des bâtiments scolaires et des sièges administratifs locaux.
En 2015, la SHAS a lancé son premier Guide d’art et d’histoire de la Suisse numérique consacré au Sacro Monte Madonna del Sasso à Orselina (alors candidat au patrimoine mondial de l'UNESCO). Il a été présenté à l'Expo 2015 à Milan. Six guides numériques ont paru depuis lors (état du mois de mars 2016).
Le guide de l’église Saint Martin de Zillis compte parmi les plus populaires : publié pour la première fois en 1954, sa seizième réédition fut imprimée en 1984. La dernière version remaniée a été publiée en 2008. À lui seul, le guide de l’église Saint Martin a atteint un tirage d’un demi-million d’exemplaires.
Depuis 1936, un Guide d’art et d’histoire de la Suisse est publié tous les 29 jours en moyenne.
Aujourd’hui encore les Guides d’art et d’histoire de la Suisse sont des publications appréciées, dont chaque nouvelle parution fait date : « C’est au plus tard lorsqu’un édifice fait l’objet de la publication d’un Guide d’art et d’histoire de la Suisse qu’il rejoint les joyaux du patrimoine culturel helvétique et devient, aux yeux de tous, un point d’intérêt du paysage culturel suisse. »
La présentation publique du numéro 1000 des Guides d’art et d’histoire de la Suisse aura lieu le 22 septembre 2016. La longévité d’une collection sur un si grand nombre de numéros est tout à fait singulière, cela même à l’échelle internationale, puisque très rares sont les collections à dépasser ou atteindre ce nombre de publications.

## Thèmes et contenus
Les Guides d’art et d’histoire de la Suisse présentent les monuments culturels importants du point de vue architectural du pays. Des spécialistes popularisent le patrimoine architectural suisse dans un langage accessible pour le profane. Au départ, de 1936 à 1953, les monuments choisis pour thèmes étaient les grandes cathédrales et les monastères. On traitait d’un seul monument ou d’une « attraction » par publication. Dans la seconde moitié du XXe siècle, l'éventail des sujets traités s’est élargi : dès lors les guides prirent pour thèmes non seulement des cathédrales, des monastères, des églises, des cloîtres, mais aussi des châteaux forts, des Hôtels de Ville, des bâtiments administratifs et ceux du parlement, des maisons citadines, des propriétés privées, des maisons de corporations, des institutions culturelles et éducatives (y compris des universités, des collèges et des musées), des bâtiments industriels et des monuments ainsi que des véhicules historiques tels que des bateaux à aubes ou des trains. Ils s’inscrivent dans un cadre temporel qui s’étend depuis les premières traces de peuplement jusqu’à l’époque contemporaine. Les contenus des guides rendent compte de l’avancée actuelle des recherches. De nouvelles découvertes et les connaissances les plus récentes y sont régulièrement ajoutées.

## Format et volume
Les Guides d’art et d’histoire de la Suisse n’ont jamais excédé le format A5. Cette taille de 21 x 14 cm (A5) fut définie en 1953. En 1972, leur taille fut réduite d’un centimètre en hauteur et en largeur, depuis 1992 les guides mesurent à nouveau 21 x 14 cm. Les Guides d’art et d’histoire de la Suisse comportent 44 pages en moyenne. Les dix premiers « Petits Guides » n’en comptaient que huit. En 1958, parurent aussi bien des guides de 8, 12 et 16 pages. Aujourd’hui, les guides les plus courts en comportent au moins 24, et les plus longs 88. Les guides particulièrement importants sont publiés en numéro-double.

## Financement
Depuis 1972, le comité de la Société d’histoire de l’art en Suisse exige que les Guides d’art et d’histoire de la Suisse s’autofinancent : ce résultat ne fut atteint que sept ans plus tard. En 1983 est défini le protocole suivant : les Guides d’art et d’histoire de la Suisse, placés sous la responsabilité d’un rédacteur scientifique et d’une secrétaire de rédaction s’autofinancent et sont même bénéficiaires, lorsque l’on peut compter sur des ventes importantes et de gros tirages. Aujourd’hui, la rédaction des guides parvient au point de rentabilité, les coûts de personnel et les investissements sont équilibrés par des contrats de mandats ainsi que la vente des guides.

## Langues, traductions
Les Petits Guides des années 1936 à 1951 étaient déjà souvent traduits en d’autres langues Lorsque la 50e livraison, comportant le 500e Guide d’art et d’histoire de la Suisse parut en 1991, des guides publiés en allemand, français, italien, anglais, espagnol, suédois et romanche existaient. Aujourd’hui s’y ajoute un guide traduit en japonais. En 2015 parurent six publications traduites en onze langues au total.

## Auteurs
Les Guides d’art et d’histoire de la Suisse sont en principe publiés en collaboration avec les instances locales, à savoir généralement avec les propriétaires du monument, qui ensuite prennent en charge la vente des ouvrages sur place. Les auteurs, des historiens de l’art et du patrimoine, sont obligatoirement spécialistes de l’édifice dont ils parlent. Les Guides d’art et d’histoire de la Suisse sont sans exception relus par la rédaction de la Société d’histoire de l’art en Suisse SHAS qui collabore avec un réseau de chercheurs issus du monde la recherche et du patrimoine.

## Tirages
En 1960, les Guides d’art et d’histoire de la Suisse avaient atteint un tirage d’un demi-million. En 1970, 1,2 million d’exemplaires étaient imprimés. Les Guides d’art et d’histoire de la Suisse représentent aujourd’hui un tirage global de cinq millions d’exemplaires.

## Rédacteurs en chef
- Paul Ganz (1936-1951, † 1954)
- Ernst Murbach (1954-1980) en collaboration avec Erika Erni (1976-1977), rédactrice à mi-temps, puis Dorothee Huber (1978) à mi-temps également, et enfin Jürg A. Bossard (août 1978-janvier 1981) toujours à mi-temps (à plein temps de janvier 1980 à janvier 1981)
- Hans Maurer (1981-décembre 1983)
- Susanne Ritter-Lutz (janvier 1984-juillet 1986) responsable principale de la rédaction (80 %) en collaboration avec Stefan Biffiger, rédacteur adjoint et Gurli Jensen, assistante de rédaction
- Werner Bieri (août 1986-décembre 2011) en collaboration avec Susanne Ritter-Lutz, rédactrice à mi-temps (55 %) (octobre 2009-mars 2011)
- Markus Andrea Schneider (depuis janvier 2012)[12].